# Ким, Георгий Фёдорович
Гео́ргий Фёдорович Ким (3 ноября 1924 года, Синельниково Покровского района Дальневосточного края (ныне Покровка Приморского края) — 29 апреля 1989 года, Москва) — советский востоковед, специалист по истории Кореи и проблемам национально-освободительного движения в странах Азии и Африки. Член-корреспондент АН СССР с 23 декабря 1976 года по Отделению истории (востоковедение).

## Биография

Могила Г. Ф. Кима на Кунцевском кладбище Москвы.

Родился в семье корейцев, которая в 1937 году была депортирована в Казахстан. Окончил аэрофотогеодезическое отделение Петропавловского земельного техникума (1942) и курсы преподавателей истории средних школ при Северо-Казахстанском ОблОНО (1943). В 1943—1947 годах работал учителем истории, заведующим учебной частью, с 1945 года — директором средней школы села Архангельское Северо-Казахстанской области. Член ВКП(б) с 1946 года.
Окончил заочное отделение исторического факультета Омского педагогического института (1947). Преподаватель (1947—1948), старший преподаватель (1948—1949) кафедры истории Петропавловского учительского института. Аспирант Тихоокеанского института АН СССР (1949—1952). С 1952 года работал в Институте востоковедения АН СССР: старший научный сотрудник (1955—1961), заведующий отделами Кореи, Монголии и Вьетнама (1961—1971) и общих проблем (1971—1978), заместитель директора (1978—1985), и. о. директора (1985—1987). Доктор исторических наук (1964).
Преподаватель (1952), старший преподаватель (1952—1954) кафедры восточных языков исторического факультета МГУ. Профессор кафедры истории Дальнего Востока и Юго-Восточной Азии ИСАА при МГУ (1965—1983), читал курс лекций по проблемам новейшей истории стран Востока.
Главный редактор журнала «Азия и Африка сегодня» (1974—1989). Член бюро Отделения истории (1978—1988) и Отделения проблем мировой экономики и международных отношений АН СССР (1988—1989). Заместитель председателя Советского комитета солидарности с народами Азии и Африки и Всесоюзной ассоциации востоковедов (1984—1989), председатель Научного совета по координации исследований проблем развивающихся стран и движения неприсоединения (1988—1989).

## Научная деятельность
Внёс значительный вклад в изучение истории Кореи, в теоретическое осмысление опыта социалистического строительства в странах Азии и общих проблем цивилизационного развития Востока в контексте современных процессов интернационализации и глобализации. Особое внимание уделял анализу проблем национально-освободительного движения, процессов социального развития, соотношения национального и социального факторов в политическом и социально-экономическом развитии стран Востока после обретения ими суверенитета. Координировал подготовку и издание фундаментальных трудов: «Южная Корея. Экономическое и политическое положение (1945—1958)» (1959), «История Кореи» (тт. 1—2, 1974), «Восток: рубеж 80-х годов: освободившиеся страны в современном мире» (1983) и др.

## Основные работы
- «Борьба корейского народа за мир, национальное единство и демократию» (1957);
- «Рабочий класс новой Кореи» (1960);
- «Распад колониальной системы империализма» (1962, в соавт. с Е. А. Берковым);
- «Рабочий класс Кореи в революционном движении и социалистическом строительстве» (1965);
- «Пролетарский интернационализм и революции в странах Востока» (1967, в соавт. с Ф. И. Шабшиной);
- «Ленинизм и национально-освободительное движение» (1969, в соавт. с А. С. Кауфманом);
- «Новая история стран Азии и Африки» (1975, 3-е изд. 1982, в соавт. с А. А. Губером и А. Н. Хейфецем);
- «Актуальные проблемы современного национально-освободительного движения» (1976);
- «Союз рабочего класса с крестьянством и опыт социалистических стран Азии» (1977, в соавт. с Ф. И. Шабшиной);
- «Зарубежный Восток» (тт. 1—3, 1980—1981);
- «От национального освобождения к социальному: социально-политические аспекты современной национально-освободительной революции» (1982; 2-е изд. 1986);
- «Ислам в современной политике Востока (конец 1970-х — начало 1980-х гг.)» (1986);
- «Классы и сословия в докапиталистических обществах Азии: проблемы социальной мобильности» (1986, совм. с К. З. Ашрафян);
- История отечественного востоковедения до середины XIX века / отв. ред. Г. Ф. Ким, П. М. Шаститко. М.: Наука (Главная редакция восточной литературы), 1990;
- «Узловые проблемы истории докапиталистических обществ Востока: вопросы историографии» (1990, совм. с К. З. Ашрафян; посм.);
- «Япония: справочник» (1992, совм. с К. О. Саркисовым и А. И. Сенаторовым; посм.)

## Награды
Был награждён орденами Трудового Красного Знамени (1975) и Октябрьской Революции (1984), медалями «За доблестный труд в Великой Отечественной войне 1941—1945 гг.» (1947) и «50 лет Монгольской народной революции» (1972). Лауреат Государственной премии СССР (1980). Почётный доктор университета Рицумейкан (Япония, 1980).